# 隆兴府
隆兴府，南宋时设置的府，依潜藩升府制度置。
隆兴元年（1163年）以宋孝宗潜藩，升洪州置，治所在南昌、新建二县（今江西省南昌市）。江南西路驻此。辖境相当今江西省南昌、奉新、丰城、进贤、修水、武宁、新建、靖安、铜鼓等市县地。元朝至元十四年（1277年）改名隆兴路。 